# Bacallà a la llauna
El bacallà a la llauna és un plat típic de la cuina catalana. Alguns el consideren una recepta típica barcelonina. A les terres de Lleida és famosa una versió feta emprant una llauna per fer caragols i caracteritzada per afegir-hi mongetes.
S'anomena a la llauna perquè es fa damunt d'una safata de forn, en temps antics aquesta mena de safates tenien els laterals molt alts i feia la sensació que fos una llauna.

## Preparació
Les peces de bacallà dessalat s'enfarinen i després es fregeixen en una paella. Després de fregits els trossos de bacallà es posen al forn uns minuts en una safata a uns 180 °C. En el mateix oli de fregir el bacallà s'hi posen alls picats, pebre vermell, tomàquet, llorer i vi blanc es fregeixen lentament. Després es posa la sal si en cal. Tot el sofregit es posa sobre les peces de bacallà.